# Attila Grószpéter
Attila Grószpéter (* 9. Juni 1960) ist ein ungarischer Schach-Großmeister.
Grószpéter erhielt im Jahr 1986 den Großmeistertitel. Für die ungarische Nationalmannschaft nahm er an drei Schacholympiaden teil, 1982, 1984 und 1990, sowie je zweimal an den Mannschaftsweltmeisterschaften (1985 und 1989) und Mannschaftseuropameisterschaften (1983 und 1989). Grószpéter wurde 1993 und 1995 Zweiter bei der ungarischen Schachmeisterschaft.
Grószpéter siegte oder belegte vordere Plätze in mehreren Turnieren: I. Platz in Plowdiw (1982), I-II. Platz in Kecskemét (1992), I-III. Platz in Zalakaros (1996), I. Platz in Gyula (1998), I-II. Platz in Hampstead (1998), I. Platz in Paks (2001), I-III. Platz in Zalakaros (2002), I-IV. Platz in Szombathely (2004), erneut I. Platz in Paks 2007 und I-II. Platz in Zalakaros (2008).
Seine Elo-Zahl beträgt 2453 (Stand: Januar 2015), damit belegt er Platz 41 in der Elo-Rangliste Ungarns. Im Januar 1996 erreichte er seine höchste Elo-Zahl von 2565.

## Vereine
In Ungarn spielte Grószpéter bis 2007 beim Csuti Antal SK Zalaegerszeg, mit dem er 2002, 2003, 2004, 2005 und 2006 Meister wurde, seit 2007 spielt er bei ASE Paks. Mit Zalaegerszeg nahm er auch sechsmal am European Club Cup teil, er erreichte 2003 das drittbeste und 2004 das beste Einzelergebnis am sechsten Brett.
In der österreichischen Bundesliga spielte Grószpéter von 1997 bis 1999 sowie erneut in den Spielzeiten 2000/01 und 2004/05 für RbEJ Gleisdorf, in der Saison 2008/09 für den Meister Husek Wien.